# Munyo Solomon Mutai
Munyo Solomon Mutai (22 oktober 1992) is een Oegandees atleet, die is gespecialiseerd in de lange afstand. Hij won een bronzen medaille op het WK marathon. Hij nam eenmaal deel aan de Olympische Spelen, maar won hierbij geen medaille.

## Biografie
Hij begon in 2009 met hardlopen tijdens zijn studie. In 2012 nam hij deel aan de 5000 m en de 10.000 m bij de Oegandese kampioenschappen in Kampala. Op de 5000 m werd hij tweede en op de 10.000 m won hij de nationale titel. In datzelfde jaar nam hij deel aan het WK halve marathon, maar moest hierbij genoegen nemen met een 26e plaats. In het landenklassement eindigde hij met zijn team op een vijfde plaats.
In 2013 stapte hij over naar de marathon. Zijn eerste wedstrijd, de marathon van Mombasa, won hij gelijk in 2:14.21. In 2015 verbeterde hij bij marathon van Hannover zijn persoonlijk record tot 2:10.42. Hier werd hiermee vierde. In datzelfde jaar nam hij deel aan de wereldkampioenschappen in Peking en won hierbij een bronzen medaille. Op de Olympische Zomerspelen 2016 in Rio de Janeiro behaalde hij een achtste plaats.
In 2017 won hij brons tijdens de marathon van Lake Biwa in Otsu, Japan. Hij liep hier voor het eerst een marathon binnen de 2 uur en 10 minuten.

## Titels
- Oegandees kampioen 10.000 m - 2012

## Persoonlijke records
| Onderdeel      | Prestatie | Datum            | Plaats  |
| -------------- | --------- | ---------------- | ------- |
| 1500 m         | 3.50,8    | 25 juli 2009     | Kampala |
| 5000 m         | 13.33,80  | 20 juli 2013     | Kampala |
| halve marathon | 1:01.26   | 2 september 2012 | Kampala |
| marathon       | 2:08.25   | 7 april 2019     | Wenen   |

## Palmares

### 5000 m
- 2012:  Oegandese kamp. in Kampala - 13.47,38

### 10.000 m
- 2012:  Oegandese kamp. in Kampala - 28.47,7

### 10 km
- 2015: 4e Giro al Sas in Trento - 29.41,5
- 2016: 5e Giro Al Sas in Trento - 29.27

### 20 km
- 2014: 4e Marseille-Cassis Classic - 59.42

### halve marathon
- 2012: 26e WK in Kavarna - 1:04.21
- 2013:  halve marathon van Nairobi - 1:02.55
- 2014: 8e halve marathon van Mbale - 1:06.00,00
- 2014: 4e halve marathon van Kampala - 1:06.38
- 2016: 5e halve marathon van Olomouc - 1:06.28
- 2018:  halve marathon van Maputo - 1:02.52
- 2018: 9e halve marathon van Rome-Ostia- 1:04.03

### marathon
- 2013:  marathon van Mombasa - 2:14.21
- 2014: 4e Gemenebestspelen in Glasgow - 2:12.26
- 2014:  marathon van Danzhou - 2:12.59
- 2015: 4e marathon van Hannover - 2:10.42
- 2015:  WK in Peking - 2:13.30
- 2016: 11e marathon van Otsu - 2:14.57
- 2016: 8e OS in Rio de Janeiro - 2:11.49
- 2017:  marathon van Lake Biwa - 2:09.59
- 2018: 6e marathon van Sjanghai - 2:09.27
- 2019:  marathon van Wenen - 2:08.25
- 2022:  marathon van Venetië - 2:08.10